# Murina silvatica
Murina silvatica (Yoshiyuki, 1983) è un pipistrello della famiglia dei Vespertilionidi endemico del Giappone.

## Descrizione

### Dimensioni
Pipistrello di piccole dimensioni, con la lunghezza della testa e del corpo tra 38 e 51 mm, la lunghezza dell'avambraccio tra 28,4 e 32,5 mm, la lunghezza della coda tra 26 e 37 mm, la lunghezza del piede tra 7 e 10,5 mm e la lunghezza delle orecchie tra 12,5 e 17 mm.

### Aspetto
La pelliccia è lunga, soffice, setosa e si estende sulle ali fino all'altezza dei gomiti e delle ginocchia. Le parti dorsali sono rossastre dorate o bruno-grigiastre chiare, con la base dei peli marrone scura, la testa e la parte posteriore del collo sono più grigiastre, mentre le parti ventrali sono biancastre con dei riflessi rossastri o giallastri e i fianchi bruno-grigiastri chiari. Il muso è stretto, allungato, con le narici protuberanti e tubulari. Gli occhi sono molto piccoli. Le orecchie sono lunghe, ovali, ben separate tra loro e con una piccola rientranza a metà del margine posteriore. Il trago è lungo ed affusolato. Le membrane alari sono marroni e attaccate posteriormente alla seconda falange dell'alluce. I piedi sono piccoli e ricoperti di peli. La punta della lunga coda si estende leggermente oltre l'ampio uropatagio, il quale è ricoperto di piccoli peli. Il calcar è lungo.

## Biologia

### Comportamento
Si rifugia nelle cavità o nel denso fogliame degli alberi.

### Alimentazione
Si nutre di insetti.

## Distribuzione e habitat
Questa specie è diffusa sulle isole giapponesi di Hokkaidō, Honshū, Shikoku, Kyūshū, Tsushima, Yakushima e Iki.

## Conservazione
La IUCN considera questa specie sinonimo di Murina ussuriensis.